# Cymodocella algoense
Cymodocella algoense là một loài chân đều trong họ Sphaeromatidae. Loài này được Stebbing miêu tả khoa học năm 1875.